# 438 a.C.
Il 438 a.C. (CDXXXVIII a.C. in numeri romani) è un anno  del V secolo a.C.

## Eventi
- Il Partenone, sull'acropoli di Atene, è completato
- Roma:
  - Tribuni consolari Lucio Quinzio Cincinnato, figlio di Cincinnato, Mamerco Emilio Mamercino e Lucio Giulio Iullo
  - Fidene, precedentemente alleata di Roma, si allea con Veio.